# Noam Hasson
Noam Hasson, (20 april 1998) is een Israëlisch basketballer die speelt voor Apollo Amsterdam in de Dutch Basketball League (DBL).

## Carrière
Van 2016 tot 2019 speelde Hasson in de hoofdmacht van Israëlische topclub Hapoel Tel Aviv. Daarnaast kwam hij ook geregeld uit voor diverse nationale jeugdteams. Apollo is de eerste professionele club waar Hasson buiten zijn geboorteplaats in actie zal komen.